# Pierre Hamp
Pour les articles homonymes, voir Bourrillon et Henri Bourrillon (homonymie).
Henri Bourrillon, plus connu sous son pseudonyme de Pierre Hamp (né le 23 avril 1876 à Nice - mort le 19 novembre 1962 au Vésinet) est un écrivain français, connu pour ses descriptions hyperréalistes du monde du travail et de la condition ouvrière, un inspecteur du travail et un journaliste.

## Biographie

### Les débuts
Henri Louis Bourillon naît  le 23 avril 1876 à Nice d'un cuisinier et d'une couturière. Issu d'un milieu modeste, Henri Louis Bourillon est autodidacte, il est successivement apprenti pâtissier à Paris à partir de 1891, cuisinier à Paris puis en Angleterre et en Espagne (1898) — ce qui lui permet de maitriser trois langues —, employé à la Compagnie des chemins de fer du Nord à partir de 1902, sous-chef de gare de diverses villes à partir de 1905, inspecteur du travail — et donc fonctionnaire à partir de 1910 après avoir réussi le concours l'année précédente —, journaliste, etc.,,,.
Il entre à l'Université populaire de Belleville à Paris en 1900, ce qui lui permet de se loger — il bénéficie du statut d'élève-résident — et de s'instruire. Il y rencontre des intellectuels et des patrons qui s'intéressent aux questions sociales comme Jean Schlumberger, Paul Desjardins — il s'abonne à son bulletin de l'Union pour la vérité et y donne des articles — , Charles Gide, Arthur Fontaine, Henri Baulig (son professeur de latin), Jacques Bardoux, Henry Péreire,,.
Devenu employé aux Chemins de fer du Nord, il se rapproche de Charles Péguy et de ses Cahiers de la quinzaine. Abonné des Cahiers, il y publie en 1908 ses premiers textes,,. Marée fraîche et Vin de champagne sont aussi publiés en même temps dans le bulletin de l'Union pour la vérité, de son ami Desjardins.
Il adhère en 1906 à la SFIO et au syndicat CGT des cheminots. Le journal socialiste L'Humanité publie en 1908 un de ses contes et en 1909 en feuilleton un de ses premiers romans, Marée fraîche. Hamp y publie par la suite aussi bien des articles que ses textes à la fois littéraires et documentaires, jusqu'en 1919. En tant qu'inspecteur du travail, il rédige une chronique sur son métier pour ce quotidien socialiste[réf. nécessaire].
Engagé volontaire en 1914 lorsque débute la Première Guerre mondiale, il est bientôt réformé pour raisons médicales. Il est mis à la disposition du ministère de l’Armement et des Fabrications de guerre à partir de 1916. Le socialiste Albert Thomas est à la tête de ce ministère. De mai 1916 à 1918, Pierre Hamp est directeur de la publication du Bulletin des usines de guerre,.
Son épouse meurt en 1919, à 32 ans. Il est inspecteur du travail honoraire en 1922.

### Écrivain reconnu
Écrivain du social, Pierre Hamp est l'auteur d'une quarantaine d'ouvrages sur la condition ouvrière et son époque, le surtitre La Peine des hommes réunissant la plupart d'entre eux. Il est aussi l'auteur d'enquêtes, dont une sur les mineurs (Gueules noires), une autre sur la vie aux États-Unis dans les années 1930 (Perdu dans le gratte-ciel). Il est également l'auteur de quatre pièces de théâtre — la première est donnée en 1923 à Paris — et de plus de trois cents articles publiés dans une centaine de journaux et revues. Hamp « ambitionne d'être l'écrivain du travail ». Ses livres « tiennent du reportage et du roman. Ils prennent un élément du travail à son origine et suivent sa transformation, de métier en métier, jusqu'au consommateur ». Vin de Champagne décrit ainsi le travail des souffleurs de verre, des viticulteurs, des intermédiaires, jusqu'aux clients des boîtes de nuit.
Publié et édité depuis l'avant-guerre par La Nouvelle Revue française, grâce à Jean Schlumberger, il écrit de « violentes diatribes » contre des écrivains homosexuels liés à la NRF, visant notamment Marcel Proust ou André Gide,.
Il devient une figure du monde français des lettres à partir de la Première Guerre mondiale. Admis en juin 1918 à la Société des gens de lettres,, il reçoit le prix Lasserre en 1920, décerné par un jury, sous les auspices du ministère de l'Instruction publique, et doté de 10 000 francs,, et devient la même année membre d'un jury littéraire, qui attribue à partir de 1921 le prix de La Renaissance à un auteur (romancier, dramaturge ou poète). Il y côtoie notamment Colette, Léon Bérard, Abel Hermant ou Georges Lecomte. Il est encore membre de ce jury après l'affaire Laval-Homberg en 1927, aux côtés de la plupart des autres membres originels mais aussi d'autres personnalités comme Georges Duhamel ou Roland Dorgelès. Il reste membre du jury jusqu'en 1939. Il publie des articles ou ses textes littéraires dans des journaux (Le Figaro, durant la Première Guerre mondiale, L'Information financière, économique et politique, L'Heure, Le Matin (1919), Le Populaire en 1921, Le Quotidien, Le Petit Journal, en 1926 et en 1930-1931, L'Œuvre, en 1918, en 1930, de 1936 à 1940, Paris-Soir (1934), La République (1935-1936), Le Petit Parisien, etc.) et des revues : La Grande revue, La Renaissance (à partir de 1918), Europe — il y a fait paraitre les douze nouvelles de son recueil, Gens, au cours de l'année 1923 —, La Revue hebdomadaire (à partir de 1915), où il publie Mes Métiers en 1930, La Revue de Paris, etc..
En 1919, il publie dans L'Humanité des articles en faveur de son ami Jacques Sadoul, qui s'est mis au service du régime bolchevik en Russie et qui est alors jugé par contumace en France. Après le retour de Sadoul en France, il témoigne à nouveau en sa faveur lors d'un autre procès en 1925. Il s'est cependant opposé au socialisme « germano-slave de Marx et Lénine » et critique le « dogmatisme marxiste, devenu en pratique le communisme bocheviste ». Il cosigne en 1924 une pétition du groupement de défense des révolutionnaires emprisonnés en Russie, protestant contre « l'emprisonnement et la déportation par le gouvernement russe de travailleurs dont le seul crime est d'avoir défendu leurs idées ».
En 1925, il signe un manifeste proposé par Henri Barbusse, adressé aux « travailleurs intellectuels » et publié dans L'Humanité, devenu le journal des communistes depuis la scission de Tours en décembre 1920. La pétition dénonce la guerre du Rif au Maroc et défend le droit des peuples à disposer d'eux-mêmes,,. Pour autant, il émet des réserves sur le chef marocain de la résistance, Abdelkrim. Il a séjourné au Maroc en 1923, en compagnie d'André Gide et de son ami Paul Desjardins. Ses propos sur « la nonchalance musulmane » exaspèrent Gide.
Il reçoit la croix de chevalier de la Légion d'honneur en 1920, au titre du ministère du Travail. Il est nommé en 1925 chef adjoint du cabinet du ministre des Travaux publics, l'ancien socialiste Pierre Laval,. Cela lui vaut d'être promu officier de la Légion d'honneur la même année, au titre du ministère de l'Instruction publique et des beaux-arts.
De 1922 à 1928, il est coéditeur du journal La Dépêche coloniale et maritime, possédé par le financier Octave Homberg. Il y publie des articles jusqu'en 1930. L'un de ses derniers articles de 1930 évoque la mosquée de Paris et un hôpital « musulman » dans la capitale. Hamp y voit la preuve que la Méditerranée « ne divise pas plus la France que ne font les Cévennes ou le Rhône et que le colonialisme s'ajoute au provincialisme pour composer la masse d'énergie du travail français ».
En janvier 1927, il figure sur une liste de candidats de la SFIO aux élections sénatoriales dans le département de la Seine mais il n'est pas élu,,,. Quelques mois plus tard, en octobre, des journaux d'opinion hostiles à la République parlementaire (notamment L'Action française, d'extrême droite, d'abord, puis L'Humanité, communiste) publient une lettre compromettante qu'il a adressée à Octave Homberg, désireux de se présenter aux élections législatives de 1928. Hamp s'y présente comme un intermédiaire entre Homberg et Laval. Sa lettre révèle les liens troubles entre hommes d'affaires et hommes politiques ainsi que la cupidité de Pierre Laval, prêt à monnayer son influence politique,,. Il démissionne aussitôt de la SFIO qui refuse cette démission et l'exclut,. Léon Blum, dans Le Populaire, se désole de cette affaire, écrivant : « Je connais Pierre Hamp depuis plus de vingt ans. C'était mon ami. C'est un écrivain véritable (...). Il était des nôtres, nous étions fiers de lui. Par quelle contagion ou par quelle aberration se trouve-t-il éclaboussé par cette boue ? ».
Hamp est inspecteur du travail indépendant à partir de 1929. De 1931 ou 1936 à 1942, il est chargé de la formation des apprentis à la société des moteurs d’avions Gnome et Rhône,.

### Sous l'Occupation
Il est licencié de Gnome et Rhône en 1942,,, au lendemain de la publication d'un de ses romans évoquant une entreprise travaillant pour l'aviation à la fin des années 1930, Moteurs, retiré de la vente à la demande de Gnome et Rhône. L'académicien Paul Claudel, membre du conseil d'administration de Gnome et Rhône, s'est plaint à l'éditeur de Hamp, Gaston Gallimard, car Hamp l'a portraituré en administrateur de la société qu'il décrit dans son roman,.
Ancien socialiste, ancien dreyfusard, philosémite et pacifiste, il écrit sous l'Occupation dans la presse collaborationniste de gauche (Le Rouge et le Bleu, La France socialiste, L'Atelier, Germinal). L'Effort publie en 1941 des épisodes de sa série « Braves gens de France ». La France socialiste de René Château annonce en janvier 1943 la naissance de l'éphémère Ligue de pensée française du même René Château, son président ; Hamp est membre de son bureau, il est l'un des cinq vice-présidents. Cela lui vaut trois ou quatre mois d'internement à la Libération,, à la prison de Fresnes et au camp de Drancy.

### Après la guerre
Il collabore après la Deuxième Guerre mondiale à des périodiques de droite ou d'extrême droite : L'Époque, Paroles françaises (ce que dénoncent l'organe de la LICA ou L'Humanité), puis Rivarol et France indépendante, le journal du CNIP. Il publie notamment en 1954 dans ce périodique une « enquête sur les Arabes en France » en sept articles, qui n'est pas avare de clichés et de stéréotypes.
Il poursuit en parallèle une carrière de consultant d'entreprise et d'écrivain.
Un procès l'oppose à son éditeur, Gallimard, tranché par un arrêt de la Cour de Paris en 1951. Un contrat le liait avec Gallimard depuis 1934 : cet éditeur avait acquis le droit exclusif de publier les oeuvres complètes de Hamp, aussi bien des textes inédits que des textes anciens remaniés. Par contrat, ils devaient être publiés à la cadence d'un volume tous les quatre mois pendant dix ans. 
Hamp reçoit en 1950 le prix Silvio Pellico pour son livre L'Éternel, qui relate son emprisonnement en 1944. Ce prix, lancé en 1949 et mal accueilli à l'origine par d'anciens résistants, couronne le témoignage d'écrivains ayant subi une arrestation pour des motifs politiques. Dans son jury figurent le Suisse Gonzague de Reynold, le Belge Charles Plisnier, le Hongrois Jules Gesztesi et des Français : le chanoine Jean-Marie Desgranges, défenseur des épurés, le général François d'Astier de La Vigerie, ancien résistant, l'avocat Albert Naud, et trois personnalités qui ont aussi plus ou moins frayé avec Vichy ou les milieux collaborationnistes sous l'Occupation (Pierre Dominique, André Thérive et Claude Jamet),,. Il est ensuite intégré au jury de ce prix,. Il reçoit en 1953 le prix Georges-Dupau décerné par l'Académie française.
Il meurt en 1962 à l’âge de 86 ans au Vésinet, où il vivait dans une villa depuis 1933.

## Œuvres
- Vin de champagne, 1908
- Dix contes écrits dans le Nord, 1908
- Marée fraîche, 1908
- La Peine des hommes, 1908, Paris, éditions de La Nouvelle Revue française, 247 p.
- Le Rail, Nouvelle Revue française, 1912, 254 p
- L'Enquête, 1913,
- La Victoire de la France sur les Français, éditions de la Nouvelle Revue Française, 1915, 72 p.
- Gens, 1917, Nouvelle Revue française, 225 p.
- Le Travail invincible, 1918
- Les métiers blessés, éditions de la Nouvelle Revue Française, 1919
- Les Chercheurs d'or, 1920
- La victoire mécanicienne, 1920, éditions de la Nouvelle revue française, 1920, 163 p.
- Le Cantique des Cantiques, 1922, Volume 9 de Peine des hommes, Nouvelle revue française, 279 p.
- Un nouvel honneur, 1922
- L'Art et le travail, 1923, Volume 33 de la collection Contemporains, ed. Stock, 123 p.
- Gens, deuxième tableau, 1923
- La maison avant tout, 1923, pièce en 3 actes, représentée pour la première fois à la Maison de l'Œuvre, le 1er octobre 1923[78],[79]
- Le Lin, 1924
- Une nouvelle fortune, 1926
- Pour la femme sans foyer, 1926
- Une enquête sur le franc, 1927, Éditions Rieder, 139 p.
- Gens, troisième tableau, 1928
- Gens, quatrième tableau, 1928
- La Laine, Flammarion, 1931
- Mektoub, Flammarion, 1932 (récit de voyage au Maroc)
- Dieu est le plus grand, Flammarion, 1932
- La mort de l'or, Flammarion, 1933
- Glück Auf, NRF, 1934
- Il faut que vous naissiez de nouveau, NRF, 1935
- Notre pain quotidien, NRF, 1937
- Perdu dans le gratte-ciel, NRF, 1938
- Gueules noires, NRF, 1938
- Braves gens de France, NRF, 1939
- Moteurs, 1942
- Mes métiers, 1943
- Et avec ça, Madame Hamp, 1946
- En passant par la Lorraine, 1947
- L'Éternel, Self, 1948, 332 p.
- Hormidas le Canadien,1952
- Kilowatt, 1957

## Distinctions
- Chevalier de la Légion d'honneur (1920)[46]
- Officier de la Légion d'honneur, décret du 10 juillet 1925[80]
- Prix Lasserre (littérature) en 1920[81]